# Édouard Crevel
Édouard Crevel, né le 27 février 1880 à Neufchâtel-en-Bray et mort le 2 juin 1969 dans le 16e arrondissement de Paris, est un architecte français.

## Biographie

### Enfance et formation
Édouard André Joseph Crevel, naît le 27 février 1880 à Neufchâtel-en-Bray en Seine-Inférieure, du mariage d'Édouard Eugène Crevel, commerçant, et de Marie Eugénie Catel.
Il fait l'école des Beaux-Arts où il est élève d'Eugène Mourzelas architecte à Paris puis d'Edmond Paulin et obtient son diplôme d'architecte le 8 juin 1910.
Édouard Crevel se marie avec Émilienne Victorine Pauline Butin.

### Parcours professionnel
Le dossier Agora de l'Institut national d'histoire de l'art (INHA) d'Édouard Crevel indique qu'il est : associé avec l'architecte à Henri Dauzeral à Paris en 1914 ; en association avec Paul Decaux au sein de l'agence E. Crevel et P. Decaux, entre 1921 et 1938 ; attaché aux travaux de la gare du PLM en 1906 ; architecte-adjoint à l'Exposition franco-britannique de 1908 de Londres ; architecte en chef de la ville de Paris et du département de la Seine en 1910 ; architecte en chef de la [reconstruction en France et en Belgique après la Première Guerre mondiale ; directeur adjoint de l'architecture, des parcs et jardins à l'Exposition universelle de 1937 à Paris ; architecte de la SNCF, chargé du secteur de la région parisienne pour l'édification de groupes d'habitations, après 1945 et conseiller du gouvernement belge pour l'aménagement du mont des arts à Bruxelles.

### Mort
Édouard Crevel meurt, 34, rue du Docteur-Blanche dans le 16e arrondissement de Paris, le 2 juin 1969.

## Distinctions
- Officier de l'ordre du Mérite agricole
- Officier du Nichan Iftikhar
- Officier de la Légion d'honneur

Édouard Crevel est nommé officier du Mérite agricole, fait officier du Nichan Iftikhar et chevalier de l'ordre de Saint-Sabin (Yougoslavie). Il est nommé chevalier de la Légion d'honneur par décret en date du 31 octobre 1938 par le ministère du Commerce, à la suite de l'Exposition universelle de 1937, puis promu officier du même ordre par décret en date du 29 juin 1949 par le ministère de l'Urbanisme, pour 39 ans de pratique professionnelle.

## Réalisations architecturales
- Reconstruction de l'église Saint-Pierre de Biache-Saint-Vaast
- Maison à Vaulx-Vraucourt, 44 Grand'Rue[4]
- Immeuble à logements à Arras, 24 rue de la Housse[5]
- Maison à Arras, 70 rue des Trois-Visages[6]
- Pont d'Étaples (1926)
- Institut dentaire George-Eastman, 13e arrondissement de Paris
- Préventorium de Camiers
- Sanatorium d'Helfaut
- Sanatorium d'Aincourt, avec Paul Decaux.
- Hôpital de Campagne-lès-Hesdin
- Sanatorium de Boudré (Maine-et-Loire)
- Sanatorium de Thorenc (Alpes-Maritimes)
- Centre d'hygiène sociale d'Étaples
- Agrandissement et transformation de l'asile de Saint-Venant
- Groupe scolaire de la Porte d'Ivry à Paris
- Reconstruction de l'école d'agriculture d'Arras
- Agrandissement de l'école normale des instituteurs d'Arras
- Restauration de la préfecture d'Arras
- Aménagement des squares Sarah-Bernhardt et Réjane à Paris 20e
- Aménagement et transformation de l'hôtel de Sagan pour recevoir la nouvelle ambassade de Pologne
- Reconstruction du pavillon de la navigation à Paris[3]